# Système Micro Four Thirds
 (août 2020).
Si vous disposez d'ouvrages ou d'articles de référence ou si vous connaissez des sites web de qualité traitant du thème abordé ici, merci de compléter l'article en donnant les références utiles à sa vérifiabilité et en les liant à la section « Notes et références ».
Pour les articles homonymes, voir MFT.

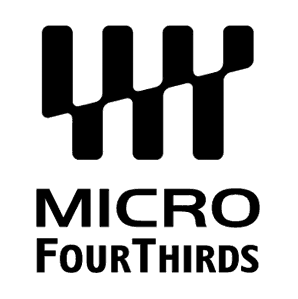
Logotype du système Micro Four Thirds ; les éléments du système sont aisément reconnaissables car ils arborent tous ce logo, quelle que soit la marque.

Le système Micro Four Thirds ou Micro quatre tiers (micro 4/3, m4/3, μ4/3, MFT) est un système photographique créé conjointement par Olympus et Panasonic (à travers sa marque Lumix) reposant sur des appareils photographiques hybrides (à objectifs interchangeables), annoncé le 5 août 2008. Les deux concepteurs initiaux sont rejoints en 2014 par Kodak.
Le capteur de 13 x 17,3 mm a un rapport de forme de quatre tiers (4/3), le même rapport que celui du capteur qui équipe les reflex qu'Olympus a commercialisés de 2003 (E-1) à 2009 (E-600).
Le tirage mécanique est de 19,25 mm.
La visée se fait à partir de ce que reçoit le capteur,  à l'aide d'un écran situé à l'arrière de l'appareil et éventuellement d'un viseur.
Ne comportant ni miroir ni pentaprisme, les appareils peuvent être de masse et encombrement réduits, par rapport aux reflex, d'autant que le tirage est faible, et qu'à même cadrage, les focales sont plus courtes que sur formats APS-C et 24 × 36.
Le système repose également sur une monture à baïonnette partagée par les marques partenaires, permettant de panacher boîtiers et objectifs des différents constructeurs, ainsi que sur un autofocus différent de celui des reflex.

## Taille du capteur et rapport hauteur/largeur

Tailles relatives des différents formats de capteurs.

Le capteur mesure 17,3 x 13 mm soit 225 mm2, une surface 40 % plus petite que celle d’un capteur APS-C mais huit fois plus importante que celle des capteurs 1/2,3" équipant la plupart des appareils compacts grand public (28 mm2) et cinq fois et demie plus grande que celle du format 1/1,7" équipant les compacts haut de gamme "experts" (41,5 mm2).  Le rapport largeur/hauteur est de 4/3 (1,33), un format classique issu du cinéma et de la télévision, soit un  1,33. On peut obtenir d'autres rapport largeur/hauteur en rognant l'image.

## Angle de champ et focale: facteur de conversion
Les formats 4/3 et micro 4/3 ont un coefficient de conversion de ×2 par rapport au format 24 × 36 mm : 
- un objectif de 25 mm cadre le même angle de champ (diagonal) qu'un 50 mm en 24 × 36 mm ;
- un zoom 14-42 mm cadre la même fourchette d'angles de champ (diagonaux) qu'un 28-84 mm en 24 × 36 mm.

Le système offre ainsi à focale identique des angles de champ deux fois plus étroits qu'en 24 × 36 (un objectif de 400 mm pour micro 4/3 cadre comme un 800 mm pour le 24 × 36) sous un format réduit et pour un poids bien plus faible, ce qui présente un grand intérêt pour l'emploi de longues focales, habituellement lourdes et encombrantes.

## Profondeur de champ: facteur de conversion
À même ouverture relative et même angle de champ, les systèmes 4/3 et micro4/3 délivrent une plus grande profondeur de champ que les systèmes APS-C ou 24 × 36, le diamètre de l'ouverture réelle étant relatif à la longueur focale (donc à la diagonale du capteur qui est la moitié de celle du 24x36). Outre la distance, c'est l'ouverture réelle qui conditionne la profondeur de champ.   
À même champ couvert et même distance, une ouverture (relative) de f:2 sur m4/3 rend la même profondeur de champ qu'une ouverture à f:4 sur 24x36 : là aussi le coefficient de conversion est 2.

## Monture
La monture est à baïonnette avec un tirage mécanique d’environ 20 mm (19,25 mm), soit la moitié de celui du système quatre tiers (38,67 mm). Ce faible tirage, le plus court au moment du développement (il est depuis dépassé par les montures Sony E et la Canon EF-M, avec seulement 18 mm), permet de fixer n’importe quel objectif à un boîtier Micro quatre tiers, moyennant l’usage d’une bague adaptatrice dédiée. On peut ainsi utiliser sur un appareil Micro quatre tiers toute une série d'objectifs de marques et de focales variées, y compris des matériels anciens. L'appareil assure alors la mesure de la lumière en mode de priorité à l'ouverture. En revanche le diaphragme devra être réglé à ouverture réelle et la mise au point ne sera que manuelle, sauf si une bague adaptatrice permet de conserver la fonction autofocus.
Onze contacts assurent les liaisons électriques et électroniques entre objectif et boîtier.
Le système permet ainsi d'utiliser un boîtier d'une certaine marque avec un objectif d'une autre, cela, avec un haut niveau de compatibilité.
Comme c'est le cas pour les reflex à objectifs interchangeables, la monture permet aussi l'utilisation de bagues-allonge qui augmentent le tirage pour les prises de vue très rapprochées (proxi et macrophotographie), tout en maintenant les liaisons électriques et électroniques entre l’objectif et le boîtier.

## Dispositifs de visée

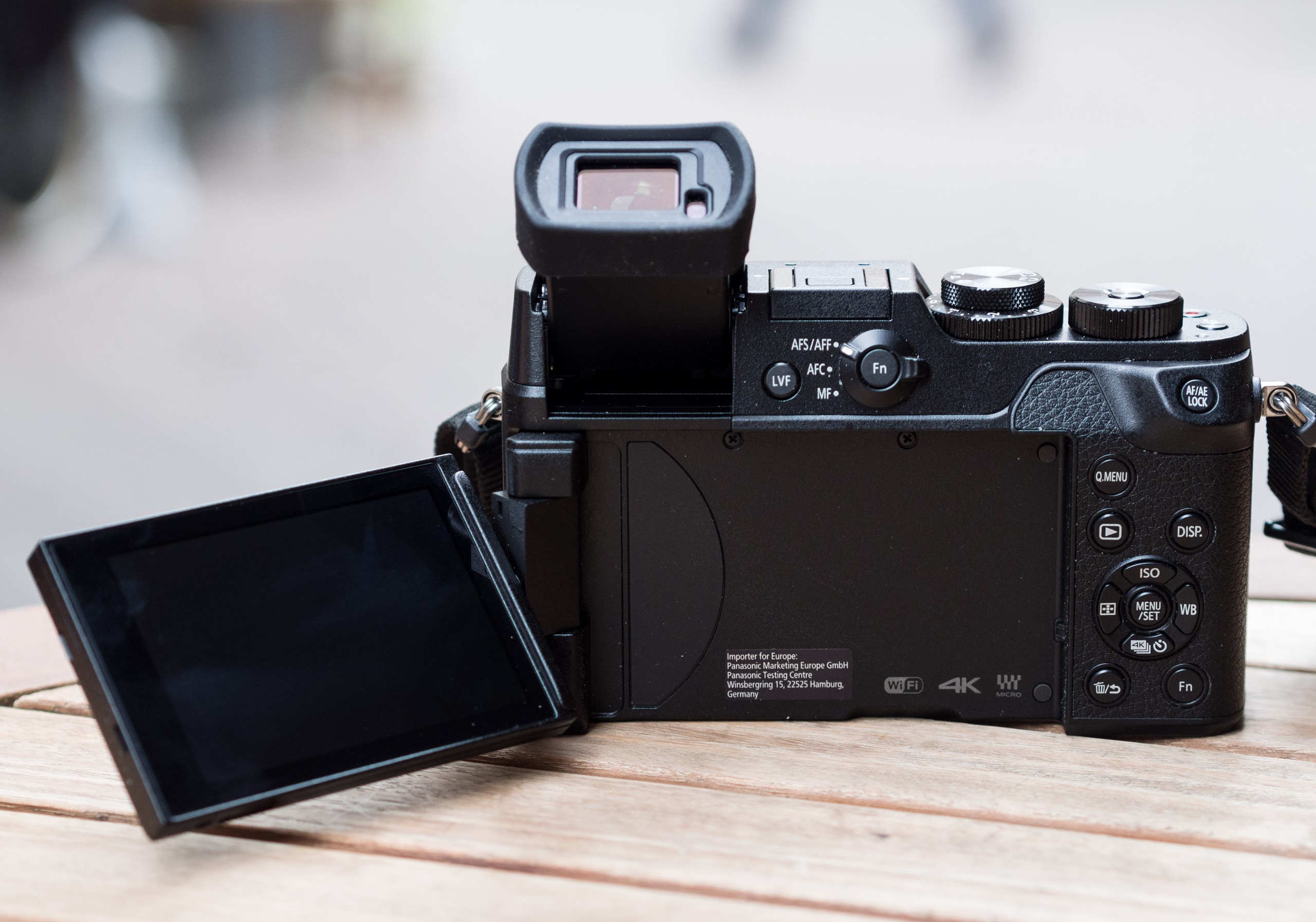
Un boîtier Micro 4/3 équipé d'un écran dorsal articulé et d'un viseur numérique orientable.

La visée se fait soit sur l’écran arrière, soit dans un viseur électronique, qui rendent compte de ce que reçoit le capteur. À la différence de certains appareils non reflex qui disposent d'un viseur optique indépendant (produisant sa propre image) ou des reflex dont la visée se fait à travers l'objectif mais au moyen d'un miroir escamotable et d'un pentaprisme, les appareils Micro quatre tiers sont équipés d'un viseur à affichage électronique. Le champ couvert varie donc à chaque changement d'objectif, ou de focale pour les zooms, comme pour les reflex. Le viseur est fixe la plupart du temps, mais certains boîtiers disposent d'un viseur orientable.
Contrairement au viseur optique des reflex, qui ne couvre que très rarement la totalité du champ de l'objectif (en ne montrant par exemple que 95 % sur chacun des axes (soit 90 %) de l’image réelle, en raison de la taille et du coût du prisme), la visée numérique offre une couverture à 100 % de l'image captée.
Certains boîtiers sont dépourvus de viseur, la visée ne peut alors se faire que sur l'écran dorsal.
Sur la plupart des modèles, l'écran dorsal est articulé ce qui permet des prises de vue très près du sol ou au contraire en hauteur bras levés. Beaucoup de boîtiers disposent désormais d'un écran tactile permettant certains réglages lors de la prise de vue (choix de la cible autofocus, recadrage, déclenchement, etc.).
Les modèles disposant du Wi-Fi permettent souvent d'être pilotés depuis un smartphone ou une tablette, qui peuvent afficher en temps réel l'image vue par l'appareil, ou recevoir de celui-ci des fichiers, par exemple pour les poster.

## Autofocus
Sur les boîtiers micro 4/3, la mise au point se fait directement à partir de ce que reçoit le capteur, par mesure de contraste (combinée sur certains modèles à la corrélation de phase),  et offre généralement une rapidité supérieure à celle des reflex (l'autofocus de la plupart des reflex utilise un module à corrélation de phase qui reçoit la lumière réfléchie par le miroir de la chambre reflex).

## Avantages et inconvénients du système

### Avantages
Le système Micro quatre tiers offre de nombreux avantages : 
- Compacité et légèreté. Le matériel se rapproche des plus gros compacts, avec cependant des capteurs de bien plus grandes dimensions et l'avantage de l'interchangeabilité des optiques.
- Il permet, grâce à des bagues d'adaptation, d'utiliser de nombreux objectifs issus de diverses gammes et dotés de montures différentes, même anciens.
- Par rapport à la visée reflex, la visée électronique a pour avantages de couvrir 100 % du champ cadré, et d'offrir éventuellement une luminosité constante (indépendante de la lumière ambiante). En outre il est possible de choisir un affichage monochrome qui simule le résultat final en noir et blanc, ou d'afficher les cadres multiples d'une composition panoramique. Elle permet également la lecture des images prises sans avoir besoin de recourir à l'écran externe et donc sans quitter le viseur de l'œil.

Si boîtiers et objectifs de différentes marques peuvent être panachés en gardant une compatibilité totale, y compris au niveau de la stabilisation simple via le boîtier ou via l’objectif, les systèmes de double stabilisation boîtier et objectif combinés sont en revanche propres à chaque marque et nécessitent donc d’utiliser des boîtiers et objectifs de même marque pour en bénéficier ; il en est de même pour l' empilement de mises au point ("focus stacking").

### Inconvénients
Plus les photosites du capteur sont grands, plus la quantité de lumière, donc d'énergie captée est importante. Les photosites des capteurs du système Micro quatre tiers étant plus petits que ceux des APS-C ou 24x36 de même génération, à même définition, monter en sensibilité s'y traduit plus rapidement par l'apparition de bruit.

## Boîtiers et objectifs

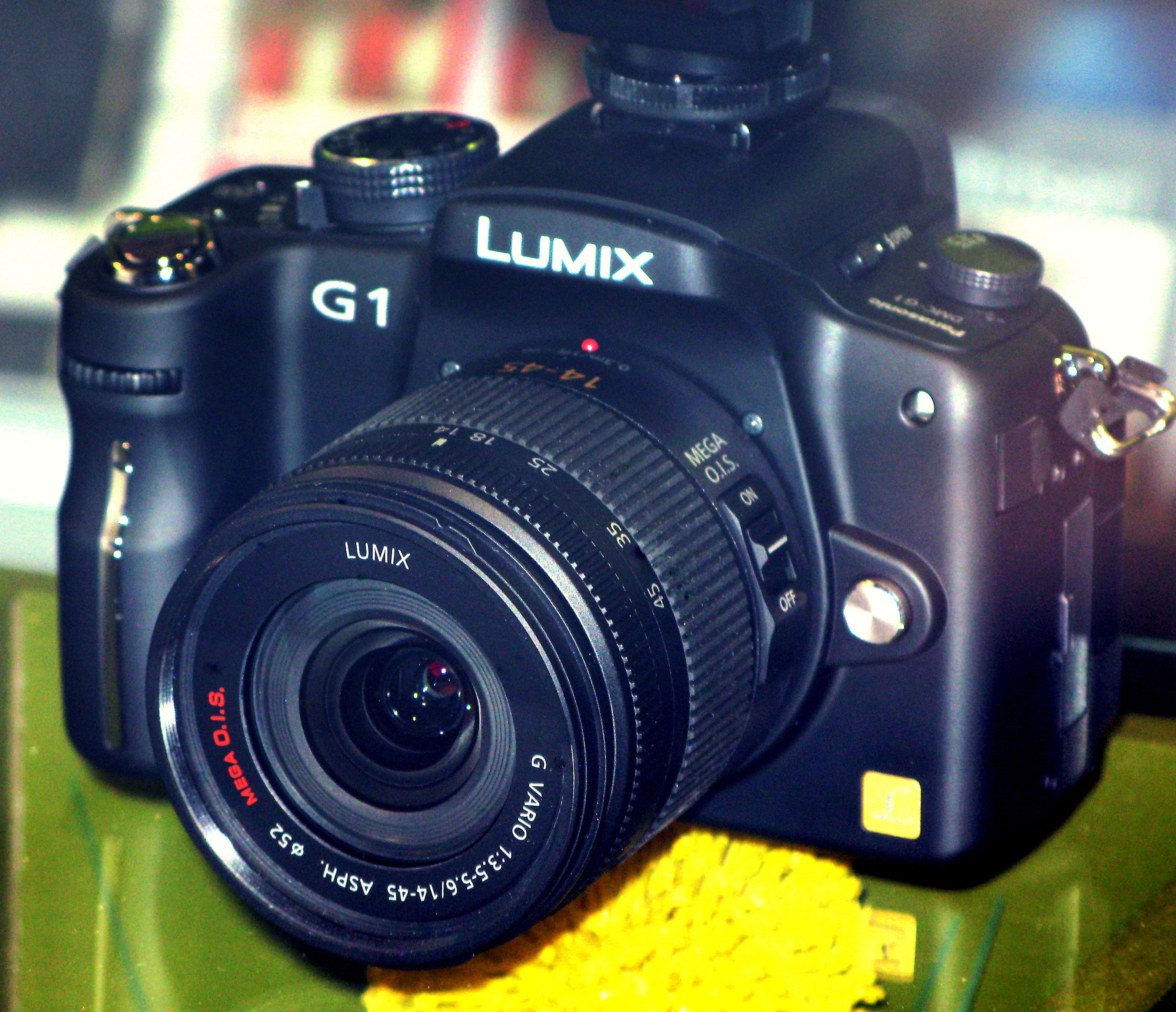
Le Panasonic Lumix DMC-G1, premier boîtier commercialisé au standard Micro quatre tiers.

Le premier appareil fut le Panasonic Lumix DMC-G1, commercialisé en octobre 2008. Panasonic déploie ses produits sous la marque Lumix, dont certains objectifs sont conçus par Leica et portent également conjointement le nom des trois marques.
En 2009, le système Micro quatre tiers représentait 11,9 % du marché des appareils photo à objectifs interchangeables au Japon. 
En février 2010, Olympus, Panasonic, Cosina, Carl Zeiss, Schneider Kreuznach, Komamura et Sigma adoptent le standard. 

En octobre 2010, dix-huit objectifs étaient commercialisés spécialement pour le format Micro quatre tiers et pouvaient être montés sur des boîtiers Olympus et Panasonic.
En mai 2014, la division photo de Kodak rachetée par JKimaging présente le Pixpro S1, qui adopte la monture micro 4/3.
Ce format est aussi adopté par Xiaomi pour son  Yi M1 commercialisé en 2016.
En 2018, une soixantaine d'objectifs sont disponibles sur le marché européen, fabriqués par différentes marques, outre les marques historiques : Laowa, Samyang, Sigma, Tamron, Voigtlander, Voking, 7Artisans.

### Objectifs de type zoom
Objectifs grand angle
| Fabricant | Nom du produit                                  | Longueur focale | Éq. 35mm | Ouverture | Poids (gr) | Remarque(s)                                                         |
| --------- | ----------------------------------------------- | --------------- | -------- | --------- | ---------- | ------------------------------------------------------------------- |
| Olympus   | Olympus M.Zuiko Digital ED 7-14mm ƒ:2.8 PRO     | 7-14mm          | 14-28mm  | ƒ:2.8     | 535        | tropicalisé, distance minimale de MAP : 7.5 cm (grossissement 0.3x) |
| Panasonic | Panasonic Lumix G Vario 7-14mm ƒ:4 Asph.        | 7-14mm          | 14-28mm  | ƒ:4       | 300        |                                                                     |
| Panasonic | Panasonic-Leica DG Vario-Elmarit 8-18mm ƒ:2.8–4 | 8-18mm          | 16-36mm  | ƒ:2.8–4   | 315        | tropicalisé ; annoncé en septembre 2016                             |
| Olympus   | Olympus M.Zuiko Digital ED 8-25mm ƒ:4 PRO       | 8-25mm          | 16-50mm  | ƒ:4       | n/c        | tropicalisé ; annoncé en juillet 2020                               |
| Olympus   | Olympus M.Zuiko Digital ED 9-18mm ƒ:4-5.6       | 9-18mm          | 18-36mm  | ƒ:4.0-5.6 | 155        |                                                                     |
| Panasonic | Panasonic-Leica DG Vario-Summilux 10-25mm ƒ:1.7 | 10-25mm         | 20-50mm  | ƒ:1.7     | 690        | tropicalisé ; annoncé en septembre 2018                             |

Zooms standards
| Fabricant | Nom du produit                                                     | Longueur focale | Éq. 35mm | Ouverture | poids (gr) | Remarque(s)                                                                          |
| --------- | ------------------------------------------------------------------ | --------------- | -------- | --------- | ---------- | ------------------------------------------------------------------------------------ |
| Olympus   | Olympus M.Zuiko Digital ED 12-40mm ƒ:2.8 PRO                       | 12-40mm         | 24-80mm  | ƒ:2.8     | 380        | tropicalisé ; annoncé en septembre 2013                                              |
| Olympus   | Olympus M.Zuiko Digital ED 12-45mm ƒ:4 PRO                         | 12-45mm         | 24-90mm  | ƒ:4       | 254        | tropicalisé ; annoncé en novembre 2019                                               |
| Olympus   | Olympus M.Zuiko Digital ED 12-50mm ƒ:3.5-6.3 EZ                    | 12-50mm         | 24-100mm | ƒ:3.5–6.3 | 210        | tropicalisé, zoom motorisé (EZ), fonction macro/proxi (à 43 mm, grossissement 0,72x) |
| Olympus   | Olympus M.Zuiko Digital ED 14-42mm ƒ:3.5-5.6                       | 14-42mm         | 28-84mm  | ƒ:3.5–5.6 | 150        | commercialisation interrompue                                                        |
| Olympus   | Olympus M.Zuiko Digital ED 14-42mm ƒ:3.5-5.6 L                     | 14-42mm         | 28-84mm  | ƒ:3.5–5.6 | 133        | commercialisation interrompue                                                        |
| Olympus   | Olympus M.Zuiko Digital ED 14-42mm ƒ:3.5-5.6 II MSC                | 14-42mm         | 28-84mm  | ƒ:3.5–5.6 | 115        | commercialisation interrompue                                                        |
| Olympus   | Olympus M.Zuiko Digital ED 14-42mm ƒ:3.5-5.6 IIR MSC               | 14-42mm         | 28-84mm  | ƒ:3.5–5.6 | 115        |                                                                                      |
| Olympus   | Olympus M.Zuiko Digital ED 14-42mm ƒ:3.5-5.6 EZ                    | 14-42mm         | 28-84mm  | ƒ:3.5–5.6 | 95         | zoom motorisé (EZ) ; "pancake" ; 2014 =>                                             |
| Panasonic | Panasonic Lumix G Vario 12-32mm ƒ:3.5–5.6 Asph., Mega O.I.S..      | 12-32mm         | 24-64mm  | ƒ:3.5–5.6 | 70         | stabilisé                                                                            |
| Panasonic | Panasonic Lumix G X Vario 12-35mm ƒ:2.8 Asph., Power O.I.S.        | 12-35mm         | 24-70mm  | ƒ:2.8     | 305        | tropicalisé, stabilisé ; commercialisation interrompue                               |
| Panasonic | Panasonic Lumix G X Vario 12-35mm II ƒ:2.8 Asph., Power O.I.S.     | 12-35mm         | 24-70mm  | ƒ:2.8     | 305        | tropicalisé, stabilisé                                                               |
| Panasonic | Panasonic Lumix G Vario 14-42mm ƒ:3.5–5.6 Asph., Mega O.I.S.       | 14-42mm         | 28-84mm  | ƒ:3.5–5.6 | 165        | stabilisé                                                                            |
| Panasonic | Panasonic Lumix G Vario 14-42mm ƒ:3.5–5.6 II Asph., Mega O.I.S.    | 14-42mm         | 28-84mm  | ƒ:3.5–5.6 | 110        | stabilisé ; annoncé le 29 janvier 2013                                               |
| Panasonic | Panasonic Lumix G X Vario PZ 14-42mm ƒ:3.5–5.6 Asph., Power O.I.S. | 14-42mm         | 28-84mm  | ƒ:3.5–5.6 | 95         | stabilisé, zoom motorisé (PZ) ; annoncé le 26 août 2011                              |
| Panasonic | Panasonic Lumix G Vario 14-45mm ƒ:3.5–5.6 Asph., Mega O.I.S.       | 14-45mm         | 28-90mm  | ƒ:3.5–5.6 | 195        | stabilisé                                                                            |
| Panasonic | Panasonic Lumix G Vario 12-60mm ƒ:3.5–5.6 Asph., Power O.I.S.      | 12-60mm         | 24-120mm | ƒ:3.5–5.6 | 210        | tropicalisé, stabilisé, compatible double stabilisation ; annoncé le 24 février 2016 |
| Panasonic | Panasonic-Leica DG Vario-Elmarit 12-60mm ƒ:2.8–4 Power O.I.S.      | 12-60mm         | 24-120mm | ƒ:2.8–4   | 320        | tropicalisé, stabilisé, compatible double stabilisation ; annoncé en septembre 2016  |
| Kodak     |                                                                    |                 |          |           |            |                                                                                      |

Télézooms
| Fabricant | Nom du produit                                                          | Longueur focale       | Éq. 35mm               | Ouverture | Poids (gr) | Remarque(s) |
| --------- | ----------------------------------------------------------------------- | --------------------- | ---------------------- | --------- | ---------- | --- |
| Olympus   | Olympus M.Zuiko Digital ED 40-150mm ƒ:2.8 PRO                           | 40-150mm              | 80-300mm               | ƒ:2.8     | 880        | tropicalisé ; annoncé en septembre 2013 |
| Olympus   | Olympus M.Zuiko Digital ED 40-150mm ƒ:4-5.6                             | 40-150mm              | 80-300mm               | ƒ:4-5.6   | 190        | commercialisation interrompue ; annoncé en septembre 2010 |
| Olympus   | Olympus M.Zuiko Digital ED 40-150mm ƒ:4-5.6 R                           | 40-150mm              | 80-300mm               | ƒ:4-5.6   | 190        | |
| Olympus   | Olympus M.Zuiko Digital ED 75-300mm ƒ:4.8-6.7                           | 75-300mm              | 150-600mm              | ƒ:4.8-6.7 | 430        | commercialisation interrompue |
| Olympus   | Olympus M.Zuiko Digital ED 75-300mm ƒ:4.8-6.7 II                        | 75-300mm              | 150-600mm              | ƒ:4.8-6.7 | 430        | |
| Olympus   | Olympus M.Zuiko Digital ED 100-400mm ƒ:5-6.3 IS                         | 100-400mm             | 200-800mm              | ƒ:5-6.3   | 1120       | tropicalisé, stabilisé |
| Olympus   | Olympus M.Zuiko Digital ED 150-400mm ƒ:4.5 IS PRO                       | 150-400mm (187-500mm) | 300-800mm (375-1000mm) | ƒ:4.5     | n/c        | tropicalisé, stabilisé, compatible double stabilisation, avec multiplicateur 1,25x intégré débrayable ; annoncé en janvier 2019, en développement, sortie fin 2020 |
| Panasonic | Panasonic Lumix G X Vario 35-100mm ƒ:2.8, Power O.I.S.                  | 35-100mm              | 70-200mm               | ƒ:2.8     | 360        | tropicalisé, stabilisé, compatible double stabilisation ; commercialisation interrompue                                                                            |
| Panasonic | Panasonic Lumix G X Vario 35-100mm II ƒ:2.8, Power O.I.S.               | 35-100mm              | 70-200mm               | ƒ:2.8     | 357        | tropicalisé, stabilisé, compatible double stabilisation |
| Panasonic | Panasonic Lumix G Vario 35-100mm ƒ:4–5.6 Asph., Mega O.I.S.             | 35-100mm              | 70-200mm               | ƒ:4-5.6   | 135        | stabilisé |
| Panasonic | Panasonic Lumix G Vario 45–150mm ƒ:4–5.6 Asph., Mega O.I.S.             | 45-150mm              | 90-300mm               | ƒ:4-5.6   | 200        | stabilisé ; annoncé le 18 juillet 2012 |
| Panasonic | Panasonic Lumix G X Vario PZ 45-175mm ƒ:4–5.6 Asph., Power O.I.S.       | 45-175mm              | 90-350mm               | ƒ:4-5.6   | 210        | stabilisé, zoom motorisé (PZ), compatible double stabilisation |
| Panasonic | Panasonic Lumix G Vario 45–200mm ƒ:4–5.6, Mega O.I.S.                   | 45-200mm              | 90-400mm               | ƒ:4-5.6   | 380        | stabilisé, commercialisation interrompue |
| Panasonic | Panasonic Lumix G Vario 45–200mm II ƒ:4–5.6, Power O.I.S.               | 45-200mm              | 90-400mm               | ƒ:4-5.6   | 370        | stabilisé, tropicalisé, compatible double stabilisation |
| Panasonic | Panasonic Lumix G Vario 100-300mm ƒ:4–5.6, Mega O.I.S.                  | 100-300mm             | 200-600mm              | ƒ:4-5.6   | 520        | stabilisé, commercialisation interrompue |
| Panasonic | Panasonic Lumix G Vario 100-300mm ƒ:4-5.6 II, Power O.I.S.              | 100-300mm             | 200-600mm              | ƒ:4-5.6   | 520        | stabilisé, compatible double stabilisation |
| Panasonic | Panasonic Leica DG Vario-Elmar 100-400 mm ƒ:4.0-6.3 Asph., Power O.I.S. | 100-400mm             | 200-800mm              | ƒ:4.0-6.3 | 985        | tropicalisé, stabilisé, compatible double stabilisation ; annoncé le 5 janvier 2016                                                                                |
| Panasonic | Panasonic-Leica DG Vario-Elmarit 50-200mm ƒ:2.8–4                       | 50-200mm              | 100-400mm              | ƒ:2.8-4   | 655        | tropicalisé, stabilisé, compatible double stabilisation ; annoncé en septembre 2016                                                                                |
| Kodak     | Kodak PixPro ED 42,5-160mm ƒ:3.9-5.9 AF SZ                              | 42,5-160mm            | 85-320mm               | ƒ:3.9-5.9 | 205        | en kit avec le boitier Kodak PixPro S-1 |

Superzooms
| Fabricant | Nom du produit                                                | Longueur focale | Éq. 35mm | Ouverture | Poids (gr) | Remarque(s)                                                                            |
| --------- | ------------------------------------------------------------- | --------------- | -------- | --------- | ---------- | -------------------------------------------------------------------------------------- |
| Olympus   | Olympus M.Zuiko Digital ED 14-150mm ƒ:4-5.6                   | 14-150mm        | 28-300mm | ƒ:4-5.6   | 280        | commercialisation interrompue                                                          |
| Olympus   | Olympus M.Zuiko Digital ED 14-150mm ƒ:4-5.6 II                | 14-150mm        | 28-300mm | ƒ:4-5.6   | 280        | tropicalisé ; annoncé le 5 février 2015                                                |
| Olympus   | Olympus M.Zuiko ED 12-100mm ƒ:4.0 IS PRO                      | 12-100mm        | 24-200mm | ƒ:4.0     | 561        | tropicalisé, stabilisé, compatible double stabilisation ; annoncé le 19 septembre 2016 |
| Olympus   | Olympus M.Zuiko ED 12-200mm ƒ:3.5-6.3                         | 12-200mm        | 24-400mm | ƒ:3.5-6.3 | 455        | tropicalisé ; disponible en mars 2019                                                  |
| Panasonic | Panasonic Lumix G Vario 14-140mm ƒ:3.5-5.6 Asph. Power O.I.S. | 14-140mm        | 28-280mm | ƒ:3.5-5.6 | 265        | stabilisé, compatible double stabilisation ; annoncé le 24 avril 2013.                 |
| Panasonic | Panasonic Lumix G Vario HD 14-140mm ƒ:4–5.8 Mega O.I.S.       | 14-140mm        | 28-280mm | ƒ:4-5.8   | 460        | stabilisé ; commercialisation interrompue                                              |
| Tamron    | Tamron 14-150mm Di III VC ƒ:3.5-5.8 Di III VC (Model C001)    | 14-150mm        | 28-300mm | ƒ:3.5-5.8 | 280        | annoncé le 29 janvier 2013                                                             |

### Objectifs à focale fixe
Le 9 janvier 2012, Sigma a annoncé la sortie de deux premiers objectifs au format micro 4/3, le 30mm F2.8 EX DN et le 19mm F2.8 EX DN. Dans un communiqué de presse, Olympus et Panasonic ont conjointement annoncé qu'ASTRODESIGN, Inc., Kenko Tokina Co., Ltd. et Tamron Co., Ltd. ont rejoint le standard micro 4/3. Le 26 janvier 2012, Tokina et Tamron ont indiqué travailler sur des objectifs à monture micro 4/3.
Objectifs avec autofocus
| Fabricant | Nom du produit                                     | Longueur focale | Éq. 35mm | Ouverture | Poids (gr) | Remarque(s)                                                                          |
| --------- | -------------------------------------------------- | --------------- | -------- | --------- | ---------- | ------------------------------------------------------------------------------------ |
| Olympus   | Olympus M.Zuiko Digital ED 12mm ƒ:2                | 12mm            | 24mm     | ƒ:2       | 130        | [ 10 ]                                                                               |
| Olympus   | Olympus M.Zuiko Digital 17mm ƒ:1.8                 | 17mm            | 34mm     | ƒ:1.8     | 120        |                                                                                      |
| Olympus   | Olympus M.Zuiko Digital 17mm ƒ:2.8                 | 17mm            | 34mm     | ƒ:2.8     | 70         |                                                                                      |
| Olympus   | Olympus M.Zuiko Digital 17mm ƒ:1.2 PRO             | 17mm            | 34mm     | ƒ:1.2     | 390        | tropicalisé ; annoncé le 25 octobre 2017                                             |
| Olympus   | Olympus M.Zuiko Digital 25mm ƒ:1.2 PRO             | 25mm            | 50mm     | ƒ:1.2     | 410        | tropicalisé ; annoncé le 19 septembre 2016                                           |
| Olympus   | Olympus M.Zuiko Digital 25mm ƒ:1.8                 | 25mm            | 50mm     | ƒ:1.8     | 140        | annoncé le 27 janvier 2014                                                           |
| Olympus   | Olympus M.Zuiko Digital ED 45mm ƒ:1.8              | 45mm            | 90mm     | ƒ:1.8     | 115        | [ 11 ]                                                                               |
| Olympus   | Olympus M.Zuiko Digital 45mm ƒ:1.2 PRO             | 45mm            | 90mm     | ƒ:1.2     | 410        | tropicalisé ; annoncé le 25 octobre 2017                                             |
| Olympus   | Olympus M.Zuiko Digital ED 75mm ƒ:1.8              | 75mm            | 150mm    | ƒ:1.8     | 305        | annoncé le 24 mai 2012                                                               |
| Olympus   | Olympus M.Zuiko Digital ED 300mm ƒ:4 IS PRO        | 300mm           | 600mm    | ƒ:4.0     | 1270       | tropicalisé, stabilisé ; annoncé le 6 janvier 2016                                   |
| Panasonic | Panasonic Leica Summilux 12mm ƒ:1.4 Asph.          | 12mm            | 24mm     | ƒ:1.4     | 335        | annoncé le 15 juin 2016                                                              |
| Panasonic | Panasonic Lumix G 14mm ƒ:2.5 Asph.                 | 14mm            | 28mm     | ƒ:2.5     | 55         | commercialisation interrompue                                                        |
| Panasonic | Panasonic Lumix G 14mm ƒ:2.5 II Asph.              | 14mm            | 28mm     | ƒ:2.5     | 55         |                                                                                      |
| Panasonic | Panasonic Leica DG Summilux 15mm ƒ:1.7 Asph.       | 15mm            | 30mm     | ƒ:1.7     | 115        | annoncé le 17 octobre 2013                                                           |
| Panasonic | Panasonic Lumix G 20mm ƒ:1.7 Asph.                 | 20mm            | 40mm     | ƒ:1.7     | 100        | commercialisation interrompue                                                        |
| Panasonic | Panasonic Lumix G 20mm ƒ:1.7 II Asph.              | 20mm            | 40mm     | ƒ:1.7     | 87         | annoncé le 27 juin 2013                                                              |
| Panasonic | Panasonic Leica DG Summilux 25mm ƒ:1.4 Asph.       | 25mm            | 50mm     | ƒ:1.4     | 200        | annoncé le 13 June 2011                                                              |
| Panasonic | Panasonic Lumix G 25mm ƒ:1.7 Asph.                 | 25mm            | 50mm     | ƒ:1.7     | 125        | annoncé le 2 septembre 2015                                                          |
| Panasonic | Panasonic Leica DG Nocticron 42.5mm ƒ:1.2          | 42.5mm          | 85mm     | ƒ:1.2     | 425        | annoncé le 1er août 2013                                                             |
| Panasonic | Panasonic Lumix G 42.5mm ƒ/1.7 Asph. Power O.I.S.  | 42.5mm          | 85mm     | ƒ:1.7     | 130        | stabilisé, compatible double stabilisation                                           |
| Panasonic | Panasonic Leica DG Elmarit 200mm ƒ2.8 Power O.I.S. | 200mm           | 400mm    | ƒ:2.8     | 1245       | tropicalisé, stabilisé, compatible double stabilisation ; annoncé le 8 novembre 2017 |
| Sigma     | Sigma 16mm ƒ/1.4 DC DN                             | 16mm            | 32mm     | ƒ:1.4     | 405        | tropicalisé                                                                          |
| Sigma     | Sigma 19mm ƒ/2.8 DN Art                            | 19mm            | 38mm     | ƒ:2.8     | 140        | annoncé le 29 janvier 2013                                                           |
| Sigma     | Sigma 19mm ƒ/2.8 EX DN                             | 19mm            | 38mm     | ƒ:2.8     | 140        | commercialisation interrompue                                                        |
| Sigma     | Sigma 30mm ƒ/1.4 DC DN                             | 30mm            | 60mm     | ƒ:1.4     | 264        | annoncé le 23 février 2016                                                           |
| Sigma     | Sigma 30mm ƒ/2.8 DN Art                            | 30mm            | 60mm     | ƒ:2.8     | 130        | annoncé le 29 janvier 2013                                                           |
| Sigma     | Sigma 30mm ƒ/2.8 EX DN                             | 30mm            | 60mm     | ƒ:2.8     | 130        | commercialisation interrompue                                                        |
| Sigma     | Sigma 56mm ƒ:1.4 DC DN                             | 56mm            | 112mm    | ƒ:1.4     | 280        | tropicalisé ; annoncé en septembre 2018.                                             |
| Sigma     | Sigma 60mm ƒ/2.8 DN                                | 60mm            | 120mm    | ƒ:2.8     | 190        | annoncé le 29 janvier 2013.                                                          |
| DJI       | DJI 15mm ƒ/1.7 ASPH                                | 15mm            | 30mm     | ƒ:1.7     | 115        | annoncé le 11 septembre 2015.                                                        |

Table des renvois
1. ↑  Sans collier pour trépied, avec : 1325g
2. ↑  Avec multiplicateur 1,25x activé
3. ↑  Avec multiplicateur 1,25x activé
4. ↑  Sans collier pour trépied. Avec collier pour trépied : 1475gr

Objectifs macro
| Fabricant           | Nom du produit                                    | Longueur focale | Éq. 35mm | Ouverture | Poids (gr) | Remarque(s)                                   |
| ------------------- | ------------------------------------------------- | --------------- | -------- | --------- | ---------- | --------------------------------------------- |
| Olympus             | Olympus M.Zuiko Digital ED 30mm ƒ:3.5 Macro       | 30mm            | 60mm     | ƒ:3.5     | 128        | grossissement : x1,25                         |
| Olympus             | Olympus M.Zuiko Digital ED 60mm ƒ:2.8 Macro       | 60mm            | 120mm    | ƒ:2.8     | 185        | tropicalisé                                   |
| Panasonic           | Panasonic Leica DG Macro-Elmarit 45mm ƒ:2.8 Asph. | 45mm            | 90mm     | ƒ:2.8     | 225        |                                               |
| Panasonic           | Panasonic Lumix G Macro 30mm f:2.8 MEGA O.I.S     | 30mm            | 60mm     | ƒ:2.8     | 180        | stabilisé                                     |
| Schneider Kreuznach | Schneider Kreuznach Makro-Symmar 60mm ƒ2.4        | 60mm            | 120mm    | ƒ2.4      |            | (annoncé le 28 septembre 2012) jamais produit |

Objectifs Fisheye
| Fabricant | Nom du produit                                   | Distance focale | Éq. 35mm | Ouverture | Poids (gr) | Remarque(s)                                                                          |
| --------- | ------------------------------------------------ | --------------- | -------- | --------- | ---------- | ------------------------------------------------------------------------------------ |
| Olympus   | Olympus M.Zuiko Digital ED 8mm ƒ:1.8 Fisheye PRO | 8mm             | 16mm     | ƒ:1.8     | 315        | tropicalisé, distance minimale de MAP : 2.5 cm ; annoncé le 14 mai 2015              |
| Olympus   | Olympus 9mm ƒ:8 Fisheye (Bouchon)                | 9mm             | 18mm     | ƒ:8.0     | 30         | Ouverture fixe, mise au point manuelle                                               |
| Panasonic | Panasonic Lumix G Fisheye 8mm ƒ:3.5              | 8mm             | 16mm     | ƒ:3.5     | 165        | [ 16 ]                                                                               |
| Samyang   | Samyang 7.5mm ƒ:3.5 UMC Fish-eye MFT             | 7.5mm           | 15mm     | ƒ:3.5     | 190        | Mise au point manuelle. Également vendu sous les marques Wallimex, Bower, et Rokinon |
| Samyang   | Rokinon 8mm ƒ:3.5 UMC Fisheye CS II              | 8mm             | 16mm     | ƒ:3.5     | 450        |                                                                                      |
| Samyang   | Rokinon 9mm ƒ:8.0 RMC                            | 9mm             | 18mm     | ƒ:8.0     | 220        |                                                                                      |

Objectif sans autofocus
| Fabricant          | Nom du produit                          | Longueur focale | Éq. 35mm | Ouverture | Remarque(s)                             |
| ------------------ | --------------------------------------- | --------------- | -------- | --------- | --------------------------------------- |
| Olympus            | Olympus 15mm ƒ:8 (bouchon)              | 15mm            | 30mm     | ƒ:8       | Ouverture fixe                          |
| Cosina Voigtländer | Cosina Voigtländer Nokton 10.5mm ƒ:0.95 | 10.5mm          | 21mm     | ƒ:0.95    | [ 18 ]                                  |
| Cosina Voigtländer | Cosina Voigtländer Nokton 17.5mm ƒ:0.95 | 17.5mm          | 35mm     | ƒ:0.95    | [ 19 ]                                  |
| Cosina Voigtländer | Cosina Voigtländer Nokton 25mm ƒ:0.95   | 25mm            | 50mm     | ƒ:0.95    | [ 20 ]                                  |
| Cosina Voigtländer | Cosina Voigtländer Nokton 42.5mm ƒ:0.95 | 42.5mm          | 85mm     | ƒ:0.95    |                                         |
| Kodak              | Kodak PixPro SF 400mm ƒ:6.7             | 400mm           | 800mm    | ƒ:6.7     | Ouverture fixe                          |
| SLR Magic          | SLR Magic Toy Lens 11mm ƒ:1.4           | 11mm            | 22mm     | ƒ:1.4     |                                         |
| SLR Magic          | SLR Magic Toy Lens 26mm ƒ:1.4           | 26mm            | 52mm     | ƒ:1.4     |                                         |
| SLR Magic          | SLR Magic 10mm HyperPrime CINE T2.1     | 10mm            | 20mm     | ƒ2.1      |                                         |
| SLR Magic          | SLR Magic HyperPrime CINE 12mm T1.6     | 12mm            | 24mm     | ƒ1.6      | distance minimale de MAP : 15 cm        |
| SLR Magic          | SLR Magic CINE 17mm T1.6                | 17mm            | 34mm     | ƒ1.6      |                                         |
| SLR Magic          | SLR Magic HyperPrime CINE II 25mm T0.95 | 25mm            | 50mm     | ƒ0.95     |                                         |
| SLR Magic          | SLR Magic 35mm CINE Mark II T1.4        | 35mm            | 70mm     | ƒ1.4      |                                         |
| SLR Magic          | SLR Magic 35mm ƒ:1.7                    | 35mm            | 70mm     | ƒ:1.7     |                                         |
| SLR Magic          | SLR Magic HyperPrime CINE 35mm T0.95    | 35mm            | 70mm     | ƒ0.95     | monture APS-H Leica M avec adaptateur   |
| SLR Magic          | SLR Magic ANAMORPHOT-CINE 35mm T2.4     | 35mm            | 70mm     | ƒ2.4      |                                         |
| SLR Magic          | SLR Magic ANAMORPHOT-CINE 50mm T2.8     | 50mm            | 100mm    | ƒ2.8      |                                         |
| SLR Magic          | SLR Magic HyperPrime 50mm ƒ:0.95        | 50mm            | 100mm    | ƒ:0.95    |                                         |
| SLR Magic          | SLR Magic APO-HyperPrime 50mm T2.1      | 50mm            | 100mm    | ƒ2.1      |                                         |
| SLR Magic          | SLR Magic ANAMORPHOT-CINE 70mm T4       | 70mm            | 140mm    | ƒ4        |                                         |
| Handevision        | Handevision Ibelux 40mm ƒ:0.85          | 40mm            | 80mm     | ƒ:0.85    | [ 21 ]                                  |
| Jackar             | Jackar Snapshooter 34mm ƒ:1.8           | 34mm            | 68mm     | ƒ:1.8     |                                         |
| Meyer Görlitz      | Nocturnus 35mm ƒ:0.95                   | 35mm            | 70mm     | ƒ:0.95    |                                         |
| Mitakon            | Mitakon 24mm ƒ:1.7                      | 24mm            | 48mm     | ƒ:1.7     |                                         |
| Mitakon            | Mitakon Speedmaster 25mm ƒ:0.95         | 25mm            | 50mm     | ƒ:0.95    |                                         |
| Mitakon            | Mitakon Speedmaster 35mm ƒ:0.95         | 35mm            | 70mm     | ƒ:0.95    |                                         |
| Mitakon            | Mitakon 42.5mm ƒ;1.2                    | 42.5mm          | 85mm     | ƒ:1.2     |                                         |
| Tokina             | Tokina Reflex 300mm ƒ:6.3 MF Macro      | 300mm           | 600mm    | ƒ:6.3     |                                         |
| Kowa               | Kowa Prominar 8.5mm ƒ:2.8 MFT           | 8.5mm           | 17mm     | ƒ:2.8     |                                         |
| Kowa               | Kowa Prominar 12mm ƒ:1.8 MFT            | 12mm            | 24mm     | ƒ:1.8     |                                         |
| Kowa               | Kowa Prominar 25mm ƒ:1.8 MFT            | 25mm            | 50mm     | ƒ:1.8     |                                         |
| Samyang            | Samyang 10mm ƒ:2.8 ED AS NCS CS         | 10mm            | 20mm     | ƒ:2.8     | également vendu sous la marque Rokinon. |
| Samyang            | Samyang 12mm ƒ:2.0 NCS CS               | 12mm            | 24mm     | ƒ:2.0     | également vendu sous la marque Rokinon. |
| Samyang            | Rokinon 16mm ƒ:2.0 ED AS UMC CS         | 16mm            | 32mm     | ƒ:2.0     |                                         |
| Samyang            | Rokinon 21mm ƒ:1.4                      | 21mm            | 42mm     | ƒ:1.4     | Version CINÉ disponible.                |
| Samyang            | Samyang 24mm ƒ:1.4 ED AS IF UMC         | 24mm            | 48mm     | ƒ:1.4     | également vendu sous la marque Rokinon. |
| Samyang            | Samyang 35mm ƒ:1.4 AS UMC               | 35mm            | 70mm     | ƒ:1.4     | également vendu sous la marque Rokinon. |
| Samyang            | Rokinon 50mm ƒ:1.2                      | 50mm            | 100mm    | ƒ:1.2     | Version CINÉ disponible.                |
| Samyang            | Rokinon 85mm ƒ:1.4 AS IF UMC            | 85mm            | 170mm    | ƒ:1.4     |                                         |
| Samyang            | Rokinon 135mm ƒ:2.0 ED UMC              | 135mm           | 270mm    | ƒ:2.0     |                                         |
| Samyang            | Rokinon Reflex 300mm ƒ:6.3 ED UMC CS    | 300mm           | 600mm    | ƒ:6.3     |                                         |
| Venus Optics       | Laowa 7.5mm f:2.0                       | 7.5mm           | 15mm     | ƒ:2.0     | annoncé le 14 septembre 2016            |
| Veydra             | Veydra Mini Prime 12mm T2.2             | 12mm            | 24mm     | ƒ2.2      |                                         |
| Veydra             | Veydra Mini Prime 16mm T2.2             | 16mm            | 32mm     | ƒ2.2      |                                         |
| Veydra             | Veydra Mini Prime 25mm T2.2             | 25mm            | 50mm     | ƒ2.2      |                                         |
| Veydra             | Veydra Mini Prime 35mm T2.2             | 35mm            | 70mm     | ƒ2.2      |                                         |
| Veydra             | Veydra Mini Prime 50mm T2.2             | 50mm            | 100mm    | ƒ2.2      |                                         |
| Veydra             | Veydra Mini Prime 85mm T2.2             | 85mm            | 170mm    | ƒ2.2      | annoncé le 12 avril 2015                |
| Veydra             | Veydra Mini Anamorphic 2X 25mm T2.2     | 25mm            | 50mm     | 2.2       | annoncé le 12 avril 2015                |

Objectif 3D
- Panasonic Lumix G 12.5mm 3D lens ƒ12 (Éq. 35mm = 65mm) lorsqu'utilisé au format 16:9 sur un boitier Panasonic Lumix DMC-GH2.  Cet objectif n'est compatible qu'avec les boitier Panasonic récents et l'Olympus OMD E-M5. Incompatible avec les Panasonic Lumix DMC G-1, GF-1 and GH-1. Incompatible avec les boitiers Olympus PEN.

Objectif pour digiscopie
- SLR Magic 12-36x50 ED spotting scope for micro four thirds ƒ8-25 ; annoncé en septembre 2011)(Éq. 35mm = 840-2520mm)[22]

Sténopé
- SLR Magic x Toy Lens Pinhole ƒ128 (bouchon) ; annoncé en mars 2012)(Éq. 35mm = 12mm)[23]
- Wanderlust Pinwide ƒ96 - f/128 'lens' cap[24]

## Référence
- (en) Cet article est partiellement ou en totalité issu de l’article de Wikipédia en anglais intitulé « Micro Four Thirds System » (voir la liste des auteurs).

1. ↑  (en) « Communication du consortium m4/3 ».
2. 1 2  (en) « Guide du Micro 4/3 », sur openpn.com.
3. ↑  « L'analyse : Kodak Pixpro S1 »(Archive.org • Wikiwix • Archive.is • Google • Que faire ?), sur 01net.com.
4. ↑  (ja) « Panasonic Launches LUMIX G 100-400mm Telephoto-Zoom, LEICA DG VARIO-ELMAR Lens »(Archive.org • Wikiwix • Archive.is • Google • Que faire ?), sur panasonic.com (consulté le 26 février 2016).
5. ↑  « olympus-global.com/en/news/201… »(Archive.org • Wikiwix • Archive.is • Google • Que faire ?).
6. ↑  (en) « The high-magnification zoom lens with image stabilization, M.Zuiko Digital ED… », sur olympus-global.com (consulté le 24 avril 2023).
7. ↑  (ja) « Tests and reviews for the lens Panasonic LUMIX G VARIO 14-140mm / F3.5-5.6 ASPH. / POWER O.I.S. », sur dxomark.com (consulté le 19 février 2015).
8. ↑  (ja) « Sigma announces 19mm F2.8 and 30mm F2.8 Digital Neo lenses for mirrorless systems: Digital Photography Review », Dpreview.com (consulté le 19 mai 2012).
9. 1 2  (ja) « Tamron and Tokina join Micro Four Thirds: Digital Photography Review », Dpreview.com (consulté le 19 mai 2012).
10. ↑  (ja) Olympus America Inc. - CCS Department, « M. ED 12mm f2.0 »(Archive.org • Wikiwix • Archive.is • Google • Que faire ?), Olympusamerica.com (consulté le 19 mai 2012).
11. ↑  (ja) Olympus America Inc. - CCS Department, « M. ED 45mm f1.8 »(Archive.org • Wikiwix • Archive.is • Google • Que faire ?), Olympusamerica.com (consulté le 19 mai 2012).
12. ↑  (ja) Olympus Global, « High-performance, super-telephoto lens M.ZUIKO DIGITAL ED 300mm f4.0 IS PRO », www.olympus-global.com (consulté le 26 février 2016).
13. ↑  (ja) « 19mm F2.8 EX DN - Wide Angle Prime Lenses », SigmaPhoto.com, 26 avril 2010 (consulté le 27 mai 2012).
14. ↑  (ja) « 30mm F2.8 EX DN - Standard Prime Lenses », SigmaPhoto.com, 26 avril 2010 (consulté le 19 mai 2012).
15. ↑  (ja) Schneider Kreuznach, « Restructuring effort at Schneider-Kreuznach bears fruit », www.pressebox.com (consulté le 26 février 2016).
16. ↑  (ja) « Digital Interchangeable Lenses | PRODUCTS | LUMIX | Digital Camera | Panasonic Global »(Archive.org • Wikiwix • Archive.is • Google • Que faire ?), Panasonic.net, 1er juin 2010 (consulté le 19 mai 2012).
17. ↑  (ja) « 7.5mm f/3.5 Fisheye Lens (FE75MFT) », Rokinon.com (consulté le 8 septembre 2013).
18. ↑  (ja) « Voigtländer MFT 10,5 mm / F 0,95 Nokton »(Archive.org • Wikiwix • Archive.is • Google • Que faire ?), voigtlaender.com (consulté le 29 janvier 2015).
19. ↑  « http://photoscala.de/Artikel/Voigtlaender-Nokton-095175-mm-aspherical-MFTT »(Archive.org • Wikiwix • Archive.is • Google • Que faire ?) (consulté le 19 mai 2012)
20. ↑  (ja) « Voigtländer Nokton 0,95/25 mm MFT | photoscala », Photoscala.de (consulté le 19 mai 2012).
21. ↑  (ja) « Handevision Ibelux 40mm f/0.85 | photographyreview », Photographyreview.com (consulté le 30 avril 2015).
22. ↑  (ja) « Blog | SLRmagic announces a new 12-36x50 ED Spotting Scope for m43 », 43 Rumors, 24 septembre 2011 (consulté le 19 mai 2012).
23. ↑  (ja) « SLR Magic x Toy Lens Pinhole Lens AF100 GF1 GF2 GF3 G3 GH1 GH2 EPL2 EP1 EP2 EP3 | eBay »(Archive.org • Wikiwix • Archive.is • Google • Que faire ?), Cgi.ebay.com, 29 avril 2012 (consulté le 19 mai 2012).
24. ↑  (ja) « Pinwide »(Archive.org • Wikiwix • Archive.is • Google • Que faire ?), Wanderlust Cameras (consulté le 19 mai 2012).